# Hândrești
Hândrești – wieś w Rumunii, w okręgu Jassy, w gminie Oțeleni. W 2011 roku liczyła 1037 mieszkańców.